# Platja de la Fosca
La platja de la Fosca és una platja del municipi de Palamós (Baix Empordà), situada en una petita badia al nord de la població, on hi ha el barri de La Fosca, amb un passeig marítim amb boniques cases d'estiueig de principis del segle xx. La platja està dividida en dos per la Roca Fosca, una gran roca negra que s'endinsa al mar i dona nom a la platja. El tram de platja a l'esquerra de la roca s'anomena també platja de Sant Esteve de la Fosca, prenent el nom del castell de Sant Esteve de Mar, situat sobre els penya-segats que limiten la badia a llevant. Limita al nord amb un tram de penya-segats que té continuïtat fins a la platja de Castell i al sud-oest amb el parc urbà de Cap Gros, a través del qual s'arriba a la cala Margarida.
Orientada a l'est-sud-est, té una longitud total de 497 metres i una amplada mitjana de 40 metres, formada per sorres fines, mitjanes, gruixudes i grava. El pendent d'entrada al mar és poc pronunciat, i el fons marí és de sorra. Disposa de tota mena de serveis, lloc de socors, vigilància i lloguer de material per a activitats lúdiques i aquàtiques. Disposa de rampes d'accés per a persones amb mobilitat reduïda i d'un aparcament.
L'Agència Catalana de l'Aigua efectua un control setmanal de la qualitat de l'aigua, durant la temporada de bany, amb el resultat d'excel·lent. La platja ha estat distingida amb el distintiu de Bandera Blava, que reconeix internacionalment la qualitat de l'aigua i serveis.